# Neuendorf (Eifel)

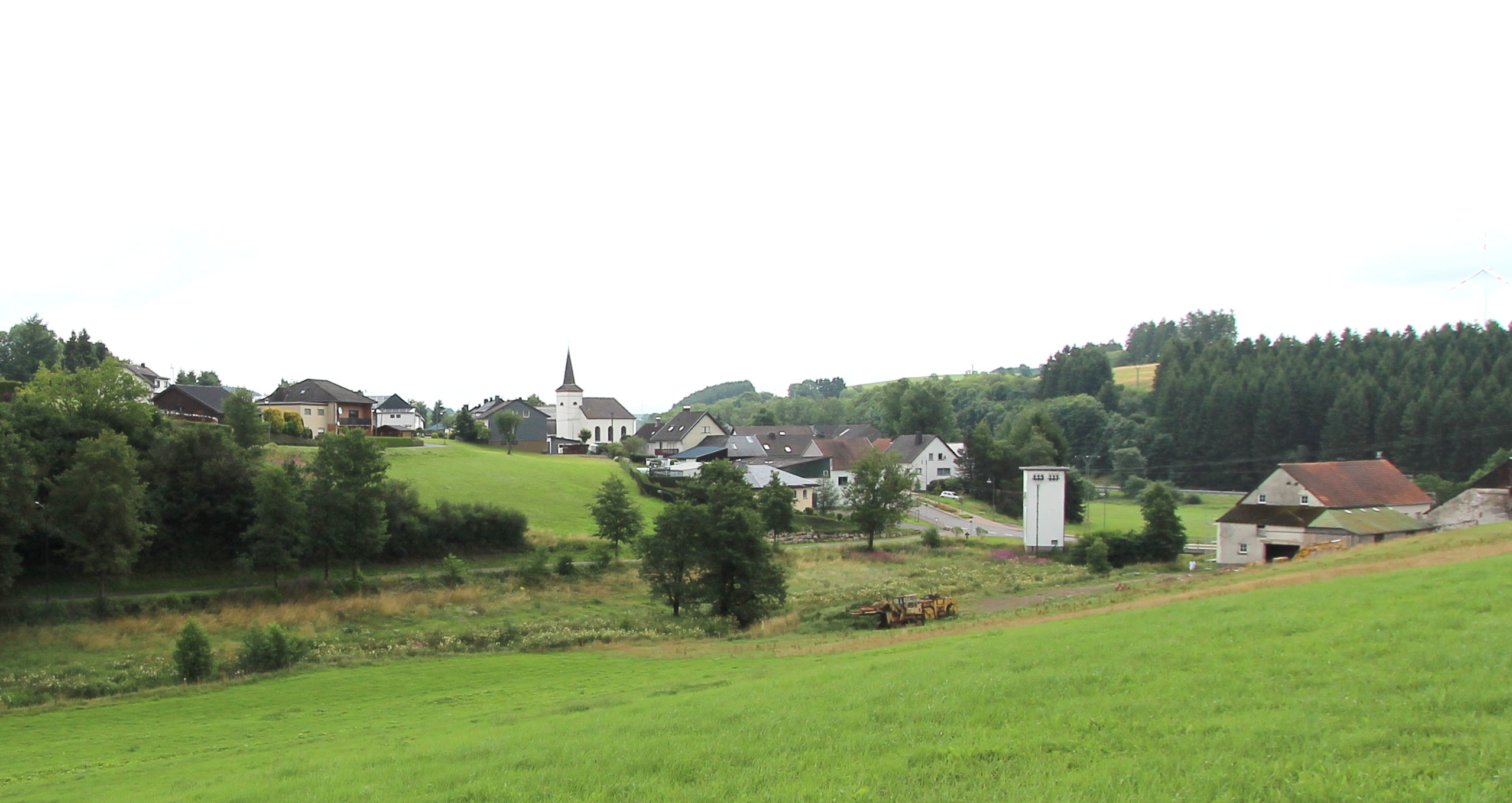
Neuendorf / Eifel

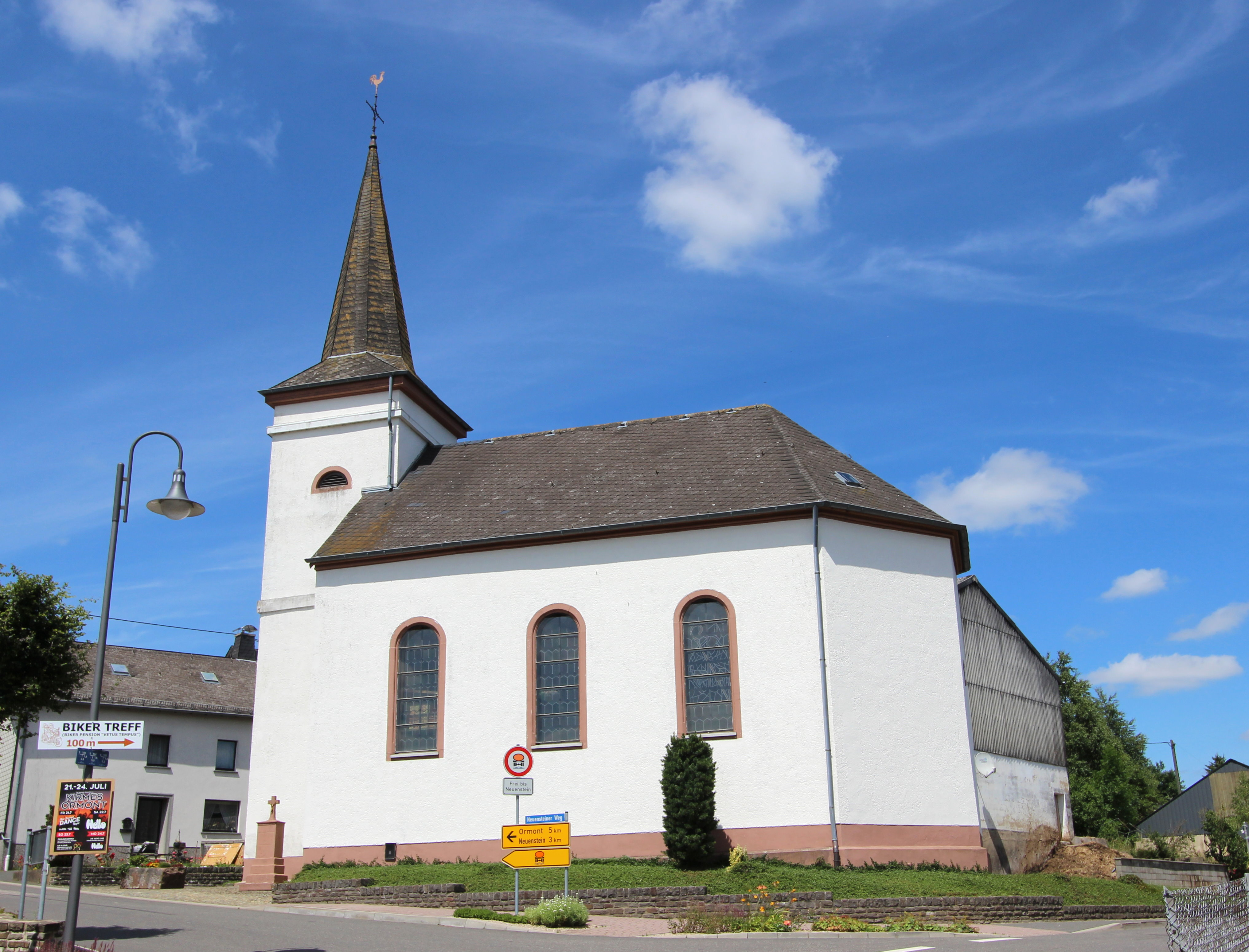
Kirche St. Hubertus

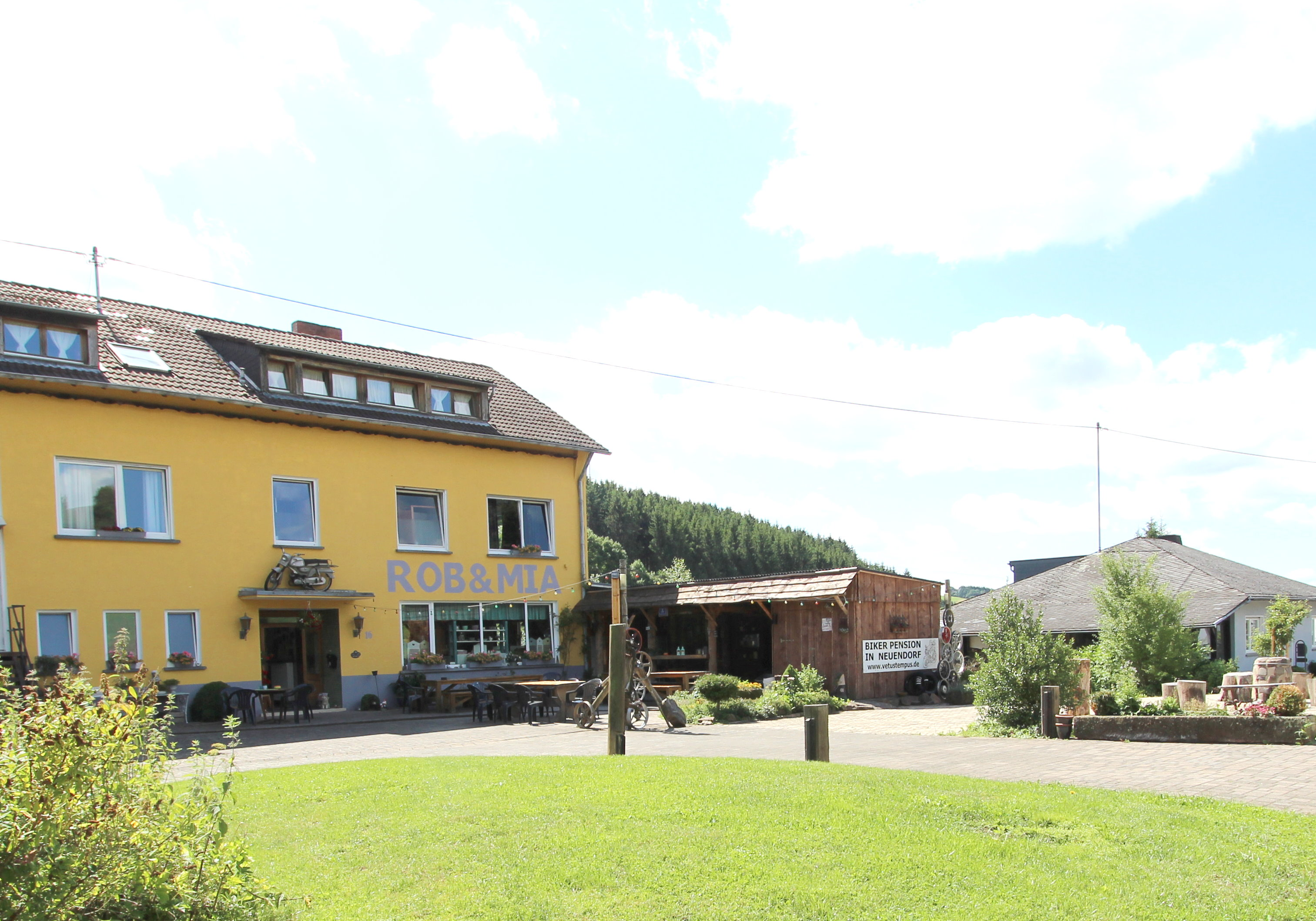
Biker-Pension in Neuendorf (Eifel)

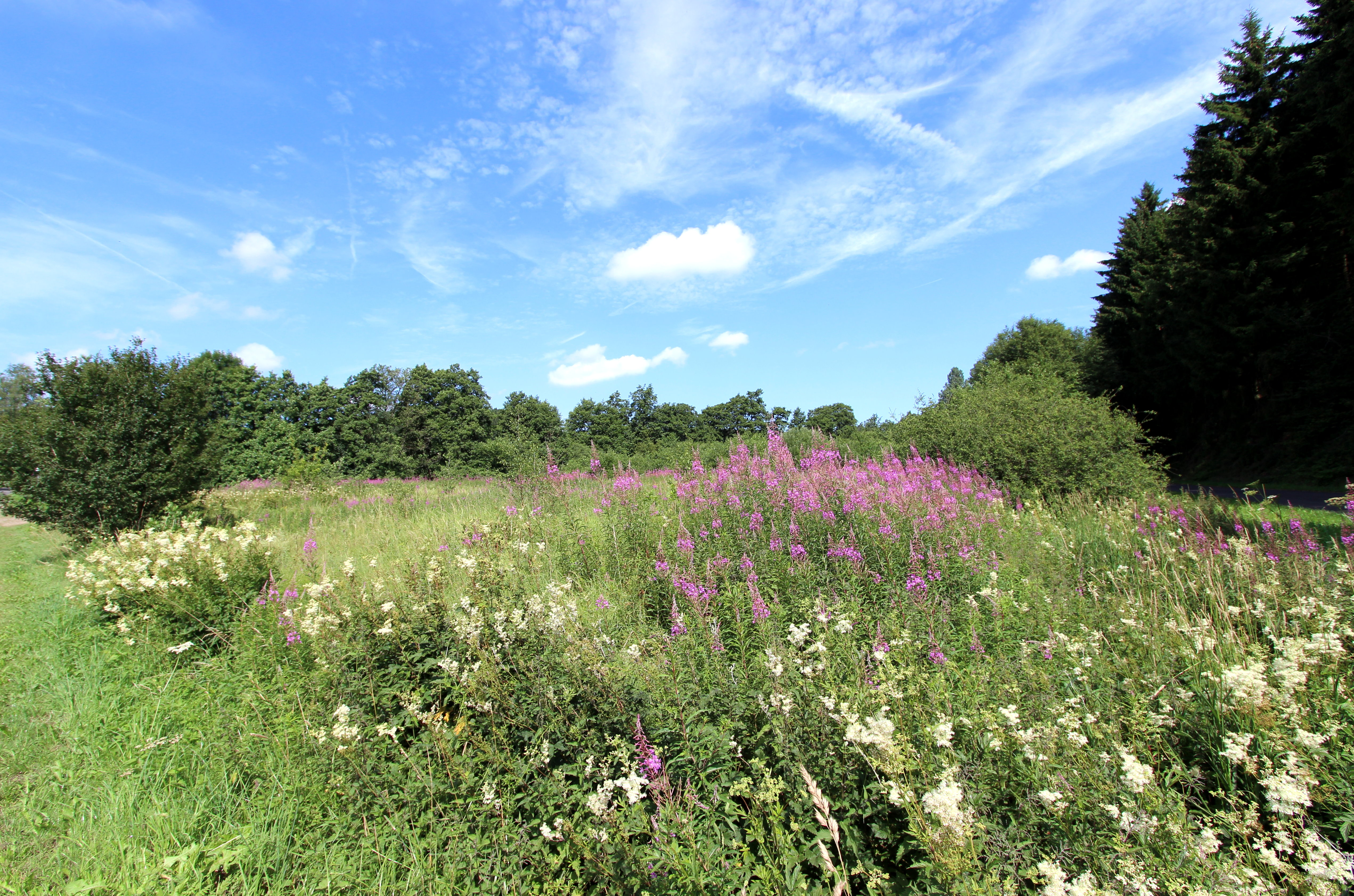
Wanderweg zum „Olzheimer Drees“

Neuendorf (ⓘ) ist eine Ortsgemeinde im Eifelkreis Bitburg-Prüm in Rheinland-Pfalz. Sie gehört der Verbandsgemeinde Prüm an.

## Geographie
Neuendorf liegt östlich der Schneifel am Oberlauf der Prüm. Östlich des Ortes fließt der Reuther Bach seiner südlich gelegenen Mündung in den Fluss entgegen.
Nachbarorte sind die Ortsgemeinden Ormont im Norden, Reuth im Nordosten und Olzheim im Süden.

## Geschichte
Urkunden über die Entstehung des Weilers sind nicht überliefert. Erst seit dem 16. Jahrhundert ist der Name Neuendorf nachweisbar.
Der Volksmund berichtet, dass gleichzeitig mit dem Bau von Burg Neuenstein bei Ormont die angrenzende Ortschaft Neuendorf gegründet wurde. Im Mittelalter war Neuendorf Prümer Besitz, der als Lehen an die Grafen Manderscheid-Blankenheim vergeben war.

Die Inbesitznahme des Linken Rheinufers durch französische Revolutionstruppen beendete die alte Ordnung. Der Ort wurde von 1798 bis 1814 Teil der Französischen Republik (bis 1804) und anschließend des Französischen Kaiserreichs, zugeordnet der Mairie Olzheim im Arrondissement Prüm des Saardépartements. Nach der Niederlage Napoleons kam Neuendorf aufgrund der 1815 auf dem Wiener Kongress getroffenen Vereinbarungen zum Königreich Preußen und gehörte nun zum Kreis Prüm des Regierungsbezirks Trier, der 1822 Teil der neu gebildeten preußischen Rheinprovinz wurde. Aus der Mairie wurde die Bürgermeisterei Olzheim, die Ende des 19. Jahrhunderts – zusammen mit Rommersheim und Wallersheim – in der Bürgermeisterei Prüm-Land aufging.
Als Folge des Ersten Weltkriegs war die gesamte Region dem französischen Abschnitt der Alliierten Rheinlandbesetzung zugeordnet. Nach dem Zweiten Weltkrieg wurde Neuendorf innerhalb der französischen Besatzungszone Teil des damals neu gebildeten Landes Rheinland-Pfalz.
Statistik zur Einwohnerentwicklung
Die Entwicklung der Einwohnerzahl von Neuendorf, die Werte von 1871 bis 1987 beruhen auf Volkszählungen:
| Jahr | Einwohner |
| ---- | --------- |
| 1815 | 70        |
| 1835 | 82        |
| 1871 | 109       |
| 1905 | 127       |
| 1939 | 140       |
| 1950 | 138       |

| Jahr | Einwohner |
| ---- | --------- |
| 1961 | 123       |
| 1970 | 123       |
| 1987 | 114       |
| 1997 | 115       |
| 2005 | 101       |
| 2017 | 113       |

## Politik

### Bürgermeister
Theo Roderich ist seit dem 17. Februar 2022 Ortsbürgermeister von Neuendorf.
Der Vorgänger war Werner Bartz von 2009 bis 2021. Vor Bartz hatte Herbert Probst das Amt 21 Jahre ausgeübt.

### Wappen
| Wappen von Neuendorf | Blasonierung: „In Rot, unter goldenem, mit rotem Zickzackbalken belegtem Schildhaupt, ein silbernes Balkenkreuz zwischen zwei silbernen Geweihstangen.“ |
| Wappen von Neuendorf | Wappenbegründung: Die Grafen von Manderscheid übten in der Region um Neuendorf die Vogtsrechte aus und verwalteten so den Besitz der Fürstabtei Prüm, deren heraldische Farben Rot und Silber sind. Im Stammwappen der Grafen von Manderscheid befindet sich in Gold ein roter Zickzackbalken. Der Hauptpatron der Kirche von Neuendorf ist der hl. Hubertus, dessen Attribut unter anderem ein Kreuz zwischen Geweihstangen ist. Im Wappen steht die Grafschaft Manderscheid als Verwalter im Schildhaupt über dem Ort, der sich unter dem Schildhaupt durch die Attribute des Kirchenpatrons und die Farben des Grundbesitzers darstellt. Die Genehmigung zur Führung des Ortswappens erfolgte am 13. Mai 2021 durch Joachim Streit, damals Landrat im Eifelkreis Bitburg-Prüm. |

## Kultur und Sehenswürdigkeiten
- Katholische Filialkirche St. Hubertus von 1857
- Während der Fastenzeit finden an sieben Freitagen zwischen Aschermittwoch und Ostern Wallfahrten zur dortigen „schmerzhaften Gottesmutter“ aus den umliegenden Dörfern statt
- Burgbrennen am ersten Sonntag der Fastenzeit (sogenannter Scheef-Sonntag)[14]
- Jährliches Kirmes- bzw. Kirchweihfest wird sonntags am Sankt-Martins-Tag gefeiert
- Wenige Gehminuten vom Ort entfernt befindet sich der Mineralbrunnen „Olzheimer Drees“ (⊙)
- Wanderstrecken und Motorsporttouren[15][16]

Siehe auch: Liste der Kulturdenkmäler in Neuendorf (Eifel)

## Wirtschaft und Infrastruktur
Neuendorf liegt am nordöstlichen Rand der Verbandsgemeinde Prüm. Zum Mittelzentrum Prüm sind es 10 km. Durch den Ort verläuft die Landesstraße 23.
Ein Campingplatz und eine Motorrad-Pension mit Gastronomie befinden sich im Ort.
Eines der bekanntesten Familienunternehmen der Eifel ist die Firma HEIKO – die fahrenden Lebensmittelmärkte. HEIKO ist Deutschlands größter mobiler Lebensmitteldienst.